# Cerca-Carvajal
Cerca-Carvajal, in creolo haitiano Sèka Kavajal, è un comune di Haiti facente parte dell'arrondissement di Hinche nel dipartimento del Centro.